# Повітряна куля (Мерше)
Повітряна куля (угор. Léghajó) — картина угорського художника Пала Сіньєї Мерше, написана у 1878 році.

## Опис
Картина олією на полотні має розміри 42 х 39,3 см. Майже у центрі — велична та спокійна біло-червона смугаста повітряна куля, яка парить над тендітними деревами. «Повітряна куля» є частиною колекції Національного музею Угорщини в Будапешті, Угорщина.

## Аналіз
Робота була навіяна подорожами на повітряній кулі свояка художника. У травні 1873 року Мерше повернувся на батьківщину, в Угорщину, з Мюнхена. Як і багато його співвітчизників, подорожував до Франції, аби познайомитися з новими течіями в мистецтві. Після повернення в Угорщину одружився. У 1878 році він почав писати картини, повні оптимізму, символу сміливості і молоді. Цікавився технічним прогресом та інноваціями. Його картина «куля» символізує прогрес, адже в повітрі людина забуває про всі свої дрібні проблеми і розвива свою уяву.. 